# Maribel Fierro
María Isabel Fierro Bello, née le 27 avril 1956, est une chercheuse en études du Moyen-Orient au sein de la branche des sciences humaines du Conseil supérieur de la recherche scientifique espagnol à Madrid. Fierro a été chercheuse invitée à l'École de théologie de l'Université de Chicago, à l'École des hautes études en sciences sociales à Paris, à l'Institut des études avancées de l'Université hébraïque de Jérusalem et à l'Institut d'études avancées de Princeton. En 2020, elle a été élue à la Société philosophique américaine.

## Publications
- Patrice Cressier, Maribel Fierro et Jean-Pierre Van Staëvel, L'urbanisme dans l'Occident musulman au Moyen Âge, Casa de Velázquez, 2000, 296 p. (ISBN 9788495555113)
- (es) Patrice Cressier, Maribel Fierro et Luis Molina, Los almohades: problemas y perspectivas [2 t.], Casa de Velázquez, 2005, 1273 p. (ISBN 9788400083939)